# Partido Católico (Bélgica)
El Partido Católico (en francés: Parti Catholique, en holandés: Katholieke Partij) fue un partido político belga de centroderecha fundado en 1869 con el nombre de Partido Católico Confesional (en holandés: Confessionele Katholieke Partij).

## Historia
En 1852, una Unión Constitucional y Conservadora fue fundada en Gante, en Lovaina (1854), en Amberes y Bruselas en 1858, que solamente participaba durante las elecciones. El 11 de julio de 1864, se creó la Federación de Círculos Católicos y Asociaciones Conservadoras (en francés: Fédération des Cercles catholiques et des Asociaciones conservatrices
; en holandés: Verbond van Katholieke Kringen en der Conservatieve Verenigingen).
Entre otros grupos que contribuyeron en la formación del partido se encuentras los Círculos Católicos, de los cuales los más antiguos fueron fundados en Brujas. Las conferencias católicas en Malinas en 1863, 1864, y 1867 reunieron a los ultramontanos o confesionarios y a los liberales-católicos o constitucionalistas. En el Congreso de 1867, se tomó la decisión de crear la Liga de los Círculos Católicos, el cual fue fundado el 22 de octubre de 1868.
El Partido Católico, bajo el liderazgo de Charles Woeste, obtuvo mayoría absoluta en la Cámara de Representantes en 1884 del Partido Liberal, a raíz de la Primera Guerra Escolar, y también lograron tener 7 primeros ministros entre 1884 y 1918. El Partido Católico mantuvo su mayoría absoluta hasta 1918. En 1921, el partido cambió de nombre a Unión Católica, y desde 1936, pasó a llamarse Bloque Católico.
Tras el fin de la Segunda Guerra Mundial, entre el 18 y 19 de agosto de 1945, el partido fue sucedido por el Partido Social Cristiano.

## Miembros destacados
- Auguste Beernaert (1829-1912): abogado, miembro de la Real Academia de Bélgica, 14° Primer ministro de Bélgica (1884-1894), y Premio Nobel de la Paz en 1909.
- Jules de Burlet (1844-1897): político, 15° Primer ministro de Bélgica (1894-1896)
- Paul de Smet de Naeyer (1843-1913): político, 16° Primer ministro de Bélgica (1899-1907)[3]
- Jules Vandenpeereboom (1843-1917): político, 17° Primer ministro de Bélgica (1899)
- Jules de Trooz (1857-1907): político, 18° Primer ministro de Bélgica (1907)
- Gustaaf Savia (1886-1940): profesor de la Universidad Católica de Lovaina, político, y partidario de los movimientos flamencos, agrícolas y empresariales del país.
- Frans Schollaert (1851-1917): abogado, político, 19° Primer ministro de Bélgica (1908-1911)
- Charles de Broqueville (1860-1940): político, 20° Primer ministro de Bélgica (1932-1934)
- Gérard Cooreman (1852-1926): político, 21° Primer ministro de Bélgica (1918)
- Henri Baels (1878-1951): político, armador, Ministro de Agricultura, Ministro del Interior, Ministro de Obras y Salud Pública, Gobernador de Flandes Occidental

## Resultados electorales

### Cámara de Representantes de Bélgica
| Elección  | Votos          | %     | Escaños | +/-         | Posición              |
| --------- | -------------- | ----- | ------- | ----------- | --------------------- |
| Jun. 1870 | 13 698 (#2)    | 44,37 | 61/122  | 11          | Minoría               |
| Ago. 1870 | 39 705 (#1)    | 54,49 | 72/124  | 11          | Mayoría               |
| 1872      | 20 949 (#1)    | 68,75 | 71/124  | 1           | Mayoría               |
| 1874      | 15 864 (#2)    | 47,50 | 68/124  | 3           | Mayoría               |
| 1876      | 22 952 (#1)    | 53,70 | 67/124  | 1           | Mayoría               |
| 1878      | 17 085 (#2)    | 47,39 | 60/132  | 7           | Oposición             |
| 1880      | 20 700 (#2)    | 48,94 | 58/132  | 2           | Oposición             |
| 1882      | 19 681 (#2)    | 47,21 | 59/138  | 1           | Oposición             |
| 1884      | 33 428 (#1)    | 61,01 | 86/138  | 27          | Mayoría               |
| 1886      | 17 979 (#2)    | 48,67 | 98/138  | 12          | Mayoría               |
| 1888      | 31 273 (#1)    | 58,44 | 98/138  | Sin cambios | Mayoría               |
| 1890      | 17 253 (#2)    | 45,15 | 94/138  | 4           | Mayoría               |
| 1892      | 56 199 (#1)    | 53,66 | 92/152  | 2           | Mayoría               |
| 1894      | 926 987 (#1)   | 50,05 | 102/152 | 10          | Mayoría               |
| 1896      | 492 541 (#1)   | 49,68 | 111/152 | 9           | Mayoría               |
| 1898      | 377 275 (#1)   | 38,49 | 108/152 | 3           | Mayoría               |
| 1900      | 993 945 (#1)   | 48,46 | 86/152  | 22          | Mayoría               |
| 1902      | 596 382 (#1)   | 56,00 | 93/162  | 7           | Mayoría               |
| 1904      | 486 643 (#1)   | 43,53 | 92/166  | 1           | Mayoría               |
| 1906      | 636 446 (#1)   | 54,26 | 81/164  | 11          | Coalición             |
| 1908      | 517 679 (#1)   | 43,11 | 87/164  | 6           | Mayoría               |
| 1910      | 676 849 (#1)   | 53,11 | 86/168  | 1           | Mayoría               |
| 1912      | 1 337 315 (#1) | 51,01 | 101/186 | 15          | Mayoría               |
| 1914      | 570 806 (#1)   | 42,77 | 99/186  | 2           | Mayoría               |
| 1919      | 619 911 (#2)   | 35,19 | 73/186  | 26          | Coalición             |
| 1921      | 657 245 (#1)   | 34,02 | 76/186  | 3           | Coalición             |
| 1925      | 778 336 (#2)   | 37,42 | 78/186  | 2           | Coalición             |
| 1929      | 816 098 (#2)   | 36,60 | 71/187  | 7           | Coalición             |
| 1932      | 856 027 (#1)   | 38,42 | 79/187  | 8           | Coalición             |
| 1936      | 653 717 (#2)   | 27,67 | 61/202  | 18          | Coalición             |
| 1939      | 594 133 (#1)   | 30,38 | 67/202  | 6           | Coalición (1939-1945) |
| 1939      | 594 133 (#1)   | 30,38 | 67/202  | 6           | Oposición (1945-1946) |

### Senado de Bélgica
| Elección       | Votos     | %    | Escaños |
| -------------- | --------- | ---- | ------- |
| Agosto de 1870 |           |      | 34/62   |
| 1874           |           |      | 34/62   |
| 1878           |           |      | 30/66   |
| 1882           |           |      | 32/69   |
| 1884           |           |      | 43/69   |
| 1888           |           |      | 47/69   |
| 1892           |           |      | 46/76   |
| 1894           | 597 184   | 52.5 | 70/100  |
| 1898           | 147 160   | 51.5 | 39/100  |
| 1900           | 911 262   | 52.8 | 44/76   |
| 1912           | 1 224 767 | 52.2 | 54/93   |
| 1919           | 685 041   | 43.3 | 43/93   |
| 1921           | 606 799   | 32.6 | 34/93   |
| 1925           | 757 804   | 37.4 | 38/93   |
| 1929           | 762 459   | 35.8 | 38/93   |
| 1932           | 893 290   | 44.0 | 42/93   |
| 1936           | 667 739   | 29.0 | 34/101  |
| 1939           | 703 250   | 30.7 | 35/101  |